# Вемайер, Бернд
Бернд Вемайер (нем. Bernd Wehmeyer; род. 6 июня 1952, Херфорд, Северный Рейн-Вестфалия, ФРГ) — немецкий футболист, играл на позиции защитника. Отыграл 11 сезонов Бундеслиги, выступая за «Арминию» Билефельд, «Ганновер 96» и «Гамбург».

### Карьера игрока
Началась футбольная карьера Вемайера в «Арминии» Билефельд — в сезоне 1971-72 немец отыграл за клуб два матча. С 1973 по 1976 года Вемайер играл в «Ганновере 96». Затем на один сезон вернулся в «Арминию», но потом снова оказался в Ганновере и играл за первую команду клуба до 1978 года. Всего футболист провел за этот клуб 127 матчей и забил 18 голов. С «Гамбургом», к которому Вемайер присоединился в 1978 году, он выиграл три Чемпионата Германии — 1978-79, 1981-82, 1982-83.

### После завершения карьеры футболиста
С 1995 года Вемайер работает в структуре «Гамбурга», а с 1998 года — на должности спортивного директора и главного менеджера клуба. В октябре 2011 года Бернд Вемайер пережил сердечный приступ во время пробежки.

### Достижения
- Победитель Лиги чемпионов УЕФА: 1982-83
- Финалист Лиги чемпионов УЕФА: 1979-80
- Финалист Лиги Европы УЕФА: 1981-82
- Чемпион Бундеслиги: 1978-79, 1981-82, 1982-83
- Вице-чемпион Бундеслиги: 1979-80, 1980-81, 1983-84